# Joseph Ignace Guillotin
 Der er for få eller ingen kildehenvisninger i denne artikel, hvilket er et problem. Du kan hjælpe ved at angive troværdige kilder til de påstande, som fremføres i artiklen.

Joseph-Ignace Guillotin (født 28. maj 1738 i Saintes, død 26. marts 1814) var en franske læge og revolutionsmand.
Han har lagt navn til guillotinen, fordi det var på hans initiativ at den blev indført i Frankrig. Lignende apparater i tidligere århundreder var brugt i både Tyskland og England). Efter eksperimenter på lig fra et hospital sættes den første maskine op i Paris i 1792. 
Den benævnes først le louison efter lægen Louis længe inden halshugningen af Louis 16.). Først senere fik den navnet la guillotine.